# Cornelis de Wolf
Cornelis de Wolf (Amsterdam, 1 mei 1880 – Arnhem, 1 oktober 1935) was een Nederlands organist en orgelcomponist.
Hij was zoon van Cornelia Meijer en zadelmaker David Jacobus de Wolf. Bij zijn militaire keuring in december 1899 werd genoteerd dat zijn vader al was overleden (1883) en dat hij (dan) enig zoon was van het echtpaar; hij kreeg aldus vrijstelling. Zijn pleegvader sinds 1886 Renke Lammerts overleed in 1916. Hijzelf, ook met zwak gestel, bleef vermoedelijk ongetrouwd; zijn moeder plaatste het overlijdensbericht.
Hij kreeg zijn muziekopleiding aan het Conservatorium van Amsterdam, docenten waren Jean-Baptiste de Pauw, Bernard Zweers en Daniël de Lange. Hij studeerde in 1899 af en behaalde in 1901 een Pijs van uitnemendheid voor orgel. Hij werd vrij snel organist achtereenvolgend binnen de Nederlands Hervormde Gemeente te Ouderkerk aan de Amstel, de Hervormde Kerk in Hilversum en de Waalse Kerk te Amsterdam. Vanaf 1918 was hij organist van de Sint-Eusebiuskerk in Arnhem en ging daar ook met zijn moeder (Lammerts-Meijer) wonen.
In aanvulling daarop was hij jarenlang hoofddocent orgel aan de conservatoria van Amsterdam (vanaf 1925, opvolger van De Pauw) en Den Haag (vanaf 1932). Leerlingen van hem zijn onder meer George Stam, Adriaan Schuurman, Adriaan Engels, Piet van Egmond en Simon C. Jansen.  
Hij schreef ook enkele werken waarvan te noemen Fantasie over psalm 33, en Passacaglia, koraal en fuga over gezang 17. In 2024 is volgens Muziekweb een aantal van zijn werken via opnamen verkrijgbaar. Zijn archief is raadpleegbaar in het Haags Gemeentearchief. Hij was ridder in de Orde van Oranje-Nassau.
Op de dienst voor zijn overlijden speelden zowel Stam als Schuurman en ook de Arnhemsche Orkest Vereniging onder leiding van Piet Versloot speelde. Hij werd begraven op Moscowa; In mei 1936 werd op zijn graf een klein monument geplaatst ontworpen door  P. Harreveld, bestaande uit Davids harp en twee engelen die bazuinen bespelen. Het bevat tevens de tekst: "Zalig zijn de dooden, die in den Heere sterven". 